# 青木たかお
青木 たかお（あおき たかお、1961年12月20日 - ）は、日本の漫画家。栃木県宇都宮市出身。主に『月刊コロコロコミック』系列の雑誌で執筆している。妻は小説家の日明恩。

## 作品
月刊コロコロコミック掲載
- 特攻!!ゾイド少年隊（1988年5月号 - 1989年4月号連載）
- 魔神英雄伝ワタル外伝 魔界突入物語（1989年8月号 - 1990年1月号連載）
- 魔神英雄伝ワタル2 魔神開発大決戦（1990年2月号 - 1991年1月号連載）
- 霊界教室（1991年10月号 - 1992年1月号連載）
- ミニ四ファイターV（1995年4月号 - 1998年12月号連載）
- 爆走戦記メタルウォーカー（1999年2月号・3月号連載）
- 爆転SHOOT ベイブレード（1999年9月号 - 2004年7月号連載）
- 爆封スラッシュ!キズナ（2004年11月号 - 2005年9月号連載）

別冊コロコロコミック掲載
- 爆走戦記メタルウォーカー（1999年10月号 - 2000年6月号連載）
- 爆転シュート外伝 ベイブレード大地（2001年8月号 - 2004年2月号連載）
- 世にも奇怪な物語 Xゾーン（2006年12月号 - 2010年8月号連載）

コロコロイチバン!掲載
- Mr.マリック超魔術少年団（13号〈2007年〉 - 26号〈2009年〉連載）

コロコロアニキ掲載
- 爆転SHOOT ベイブレード RISING（6号・7号〈2016年〉読み切り、8号〈2017年〉 - 2021年春号連載→コロコロオンラインに移行して完結）

その他
- 仮面ライダーZO（『てれびくん』1993年2月号 - 11月号連載）
- 十二戦支 爆烈エトレンジャー（『てれびくん』1995年5月号 - 1996年2月号連載）